# أبو مسعود البدري
عقبة بن عمرو بن ثعلبة المعروف بالبدري هو صحابي ممن شهد بيعة العقبة الثانية، لم يشهد غزوة بدر، وشهد غزوة أحد وما بعدها من المشاهد، روى أحاديث كثيرة، وهو معدود في علماء الصحابة، نزل الكوفة وسكن بها، وكان من أصحاب علي بن أبي طالب، استخلفه علي على الكوفة لما سار إلى معركة صفين.

## نسبه
هو عقبة بن عمرو بن ثعلبة بن أُسيرة عُشيرة بن عطية بن جدارة بن عوف بن الحارث بن الخزرج أبو مسعود الأنصاري المعروف بالبدري.

## سيرته
أسلم مع الأنصار، وخرج إلى العَقَبَة مع السبعين من الأنصار، فشهد بيعة العقبة الثانية، وكان أصغرَ السبعينَ من الأنصارِ الذين شهدوها. عده البخاري في البدريين، وقال مسلم بن الحجاج في الكنى: شهد بدرًا وقال أبو أحمد الحاكم: لم يشهد غزوة بدر،  والأشهر أن لم يشهدها، ولكن سُمى بدريًا لأنه نزل ماء بدر وسكن بجوارها، وشهد غزوة أحد وما بعدها من المشاهد،  وهو الذي نهاه النبي عن ضرب الغلام، قال أبو مسعود البدري: «كنت أضرب غلامًا لي بالسوط فسمعت صوتًا من خلفي: اعلم أبا مسعود، فلم أفهم الصوت من الغضب، قال: فلما دنا مني إذ هو رسول الله، فإذا هو يقول: "اعلم أبا مسعود اعلم أبا مسعود" قال: فألقيت السوط من يدي، فقال: "اعلم أبا مسعود أن الله أقدر عليك منك على هذا الغلام"، قال: فقلت: لا أضرب مملوكًا بعده أبدًا.»
ونزل الكوفة. وكان من أصحاب علي بن أبي طالب، واستخلفه علي على الكوفة لما سار إلى معركة صفين، وتخبأ رجال لم يخرجوا مع علي فقال أبو مسعود على المنبر: «أيها الناس من كان تخبأ فليظهر، فلعمري لئن كان إلى الكثرة إن أصحابنا لكثير، وما نعده فتحًا أن يلتقي هذان الجبلان غدًا من المسلمين فيقتل هؤلاء هؤلاء وهؤلاء هؤلاء. حتى إذا لم يبق إلا رجرجة من هؤلاء وهؤلاء ظهرت إحدى الطائفتين. ولكن نعد فتحًا أن يأتي الله بأمر من عنده يحقن به دماءهم ويصلح به ذات بينهم». ثمّ عزله علي عنها، فرجع أبو مسعود إلى المدينة المنورة، ومات بها في آخر خلافة معاوية بن أبي سفيان. بينما قال خليفة بن خياط والمدائني: مات قبل سنة 40 هـ. وقال ابن الأثير: توفي سنة 41 هـ أو 42 هـ، ومنهم من يقول: مات بعد سنة 60 هـ.

## روايته للحديث النبوي
كان يكثر رواية الحديث، روى عنه جمع من التابعين، منهم: ابنه بشير وعبد الله بن يزيد الخطمي وأوس بن ضمعج وأبو وائل شقيق بن سلمة، وعلقمة بن قيس النخعي، ومسروق بن الأجدع، وعمرو بن ميمون، وربعي بن حراش، وقيس بن أبي حازم وعبد الرحمن بن يزيد النخعي وعامر الشعبي.

## أسرته
- هو عقبة بن عمرو بن ثعلبة بن أسيرة بن عسيرة بن عطية بن خُدارة بن عوف بن الحارث بن الخزرج، الأنصاري الخزرجي، وكنيته أبو مسعود.
- أمّهُ سلمةُ بنتُ عازب بن خالدِ بن الأجشّ بن عبد الله بن عوف بن قُضَاعةَ.
- زوجاته:
  - هُزيلةَ بنت ثابت بن ثعلَبة بن خِلاس بن زيد بن مالك بن ثعلبة بن كعبِ بن الخزرج بن الحارث بن الخزرج، أنجبت له بشيرًا.
  - بشيرة بنت قُُدامةَ بن وهب بن خالد بن عبد الله بن عقيل بن ربيعة بن كعب مِن بني عامر بن صَعْصَعَةَ مِنْ قيس عيلان، أنجبت له مسعودًا، وأم بشير، وأم غزية، وأم الوليد.
- أبناؤه:
  - بَشِير.
  - مسعود.
  - أُمَّ بَشِير تَزوّجها سعيد بن زيد، فولدت له، ثم خَلفَ عليها الحسن بن علي فولدت له زيدًا. ثم خَلَفَ عليها عبد الرحمن بن عبد الله بن أبي ربيعة بن المغيرة المخزومي، فولدت له عمرًا.
  - أمَّ غَزّيةَ بنت أبي مسعود، تزوجها تميم بن يُعَار بن قيس فولدت لهُ. ثم خَلَف عليها أبو كثير بن خُبَيْبِ بن يِسَاف.
  - أُمَّ الوليد بنت أبي مسعود، تزوجها سعد بن زيد بن وديعة مِن بلْحُبْلَى من بني عوف، فولدت له عَبْد الواحد.
  - غَزِيَّةَ بنت أبي مسعود، تزوجها عبد الرحمن بن تميم بن نسر. فولدت له زكريا ويحيى. ثم خلف عليها عبد الرحمن بن خُبَيْب بن يساف، ثم خَلَف ربعي بن تميم، وأمُّها أم ولد. وقد انقرضَ ولدُ أبي مسعود كلهم.[3]